# Косий Брод
Коси́й Брод (рос. Косой Брод) — село у складі Полевського міського округу Свердловської області.
Населення — 1055 осіб (2010, 1041 у 2002).
Національний склад станом на 2002 рік: росіяни — 90 %.